# So hayashi
So Hayashi（林 聡、はやし そう、1973年4月20日 - ）は、東京都出身のキーボーディスト、作曲家。

## プロフィール
東京都渋谷区広尾の日本赤十字社医療センターで生まれる。幼少期は東京都品川区で育ち、その後東京都日野市に移る。東京都立八王子東高等学校、東京工業大学理学部応用物理学科卒業。小学校の頃からコンピュータでBASICのプログラミングをすることを趣味にしていたが、コンピュータでゲーム音楽を演奏させることに没頭していった。コンピュータでの演奏では飽き足らずシンセサイザーを購入、その後ロックなどを演奏するようになる。毎月購入していた『キーボード・マガジン』に掲載されている譜面を片っ端から演奏しながら、音楽を覚えていった。『キーボード・マガジン』でよく特集されていた、Yesのリック・ウェイクマンやELPのキース・エマーソンなどの影響でプログレッシブ・ロックを聴くようになる。その後バンドでハードロックやジャズやフュージョンなどを演奏するようになるが、大学時代の友人の薦めでエイフェックス・ツインなどを聞くようになり、シンセサイザーやサンプラーを使って楽曲を製作し始める。大学在学中に国内外のレーベルや出版社にデモテープを送るようになり、のち英国レーベルのcosmic sounds londonと契約する。

## 作品
- 2002　November
  - 「TAKE IT FROM THE PAST」

A1: 「TAKE IT FROM THE PAST」
B1: 「SWING IN MEDITATION」
Cosmic Sounds(UK)
- 2003 May
  - CS 12 INCHES

07: 「TAKE IT FROM THE PAST」
08: 「SWING IN MEDITATION」
Cosmic Sounds(UK)
- 2003 November

TATSUO SUNAGA / HOTEL SOUNDTRACK
10. 「TAKE IT FROM THE PAST」
Gate Records CD/LP (Japan)
- 2004 January
  - COSMIC SOUNDS REMIXED vol. 2

07. KATORNA (Krzystof Komeda Katorna) remix
cosmic sounds(UK)
- 2005 December
  - TATSUO SUNAGA / World Standard 05

12.「Take It From The Past」
FLOWER(japan)